# Modafinil

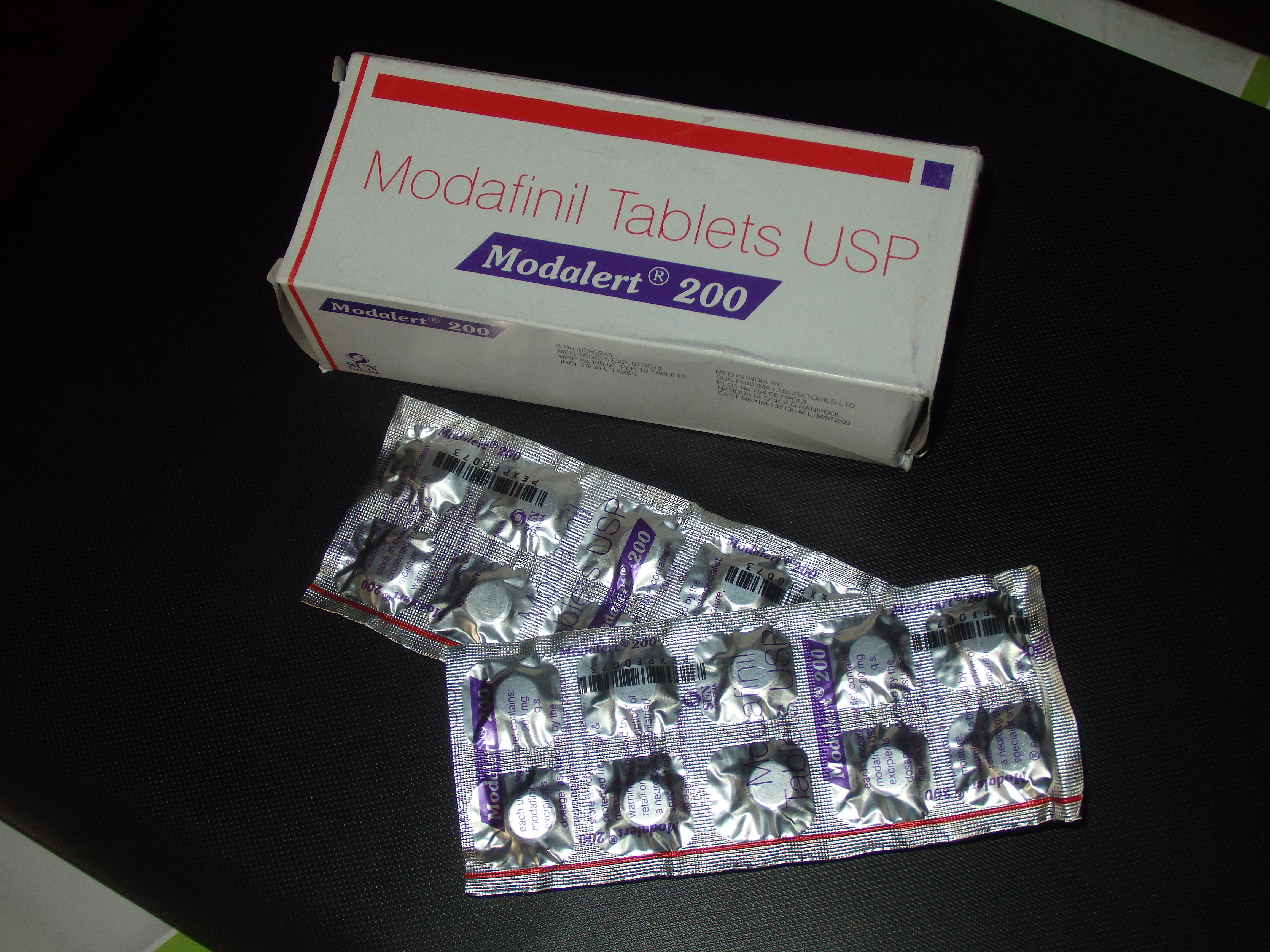
Modafinil (Modalert 200)

A modafinil egy éberséget elősegítő gyógyszer (vagy eugeroikum), amit az Amerikai Élelmiszer-, és Gyógyszer Ellenőrző Hatóság (FDA) engedélyezett különböző ébrenléttel kapcsolatos betegséges kezelésére, mint például a narkolepszia, vagy a több műszakos munka alvászavar. Angolul beszélő országokban árulják az alábbi márkaneveken: Alertec (Kanada), Modavigil (Ausztrália, Új-Zéland) és Provigil (IE, ZA, UK, US). Modafinil hatóanyagú gyógyszert Magyarországon súlyos narkolepszia kezelésére forgalmaztak 2006 és 2010 között Vigil néven. A súlyos mellékhatásokra való tekintettel az Európai Gyógyszerügynökség (EMA) korlátozta a szer használatát.

## „Okosdrog”
Az interneten számos weboldal népszerűsíti a modafinil hatóanyagú gyógyszereket, mint tanulási képesség, koncentráció fokozására alkalmas készítményeket. Az Országos Gyógyszerészeti és Élelmezésügyi Intézet felhívása szerint a készítmény ilyen célú használata a súlyos mellékhatások kockázata miatt ellenjavallt, felhasználásának népszerűsítése büntetőjogi felelősségre vonással járhat.